# N・C・ワイエス
N・C・ワイエスとして知られるニューウェル・コンヴァース・ ワイエス（Newell Convers Wyeth、1882年10月22日 - 1945年10月19日）は、アメリカ合衆国のイラストレーターである。ハワード・パイルの弟子で20世紀初頭のアメリカの代表的イラストレーターの一人である。息子は画家のアンドリュー・ワイエス。アメリカの文芸出版社、チャールズ・スクリブナーズ・サンズの古典叢書(the Scribner Classics)を含む100冊以上の書籍の挿絵を描いた。代表作はロバート・ルイス・スティーヴンソンの小説『宝島』の挿絵などである。

## 略歴

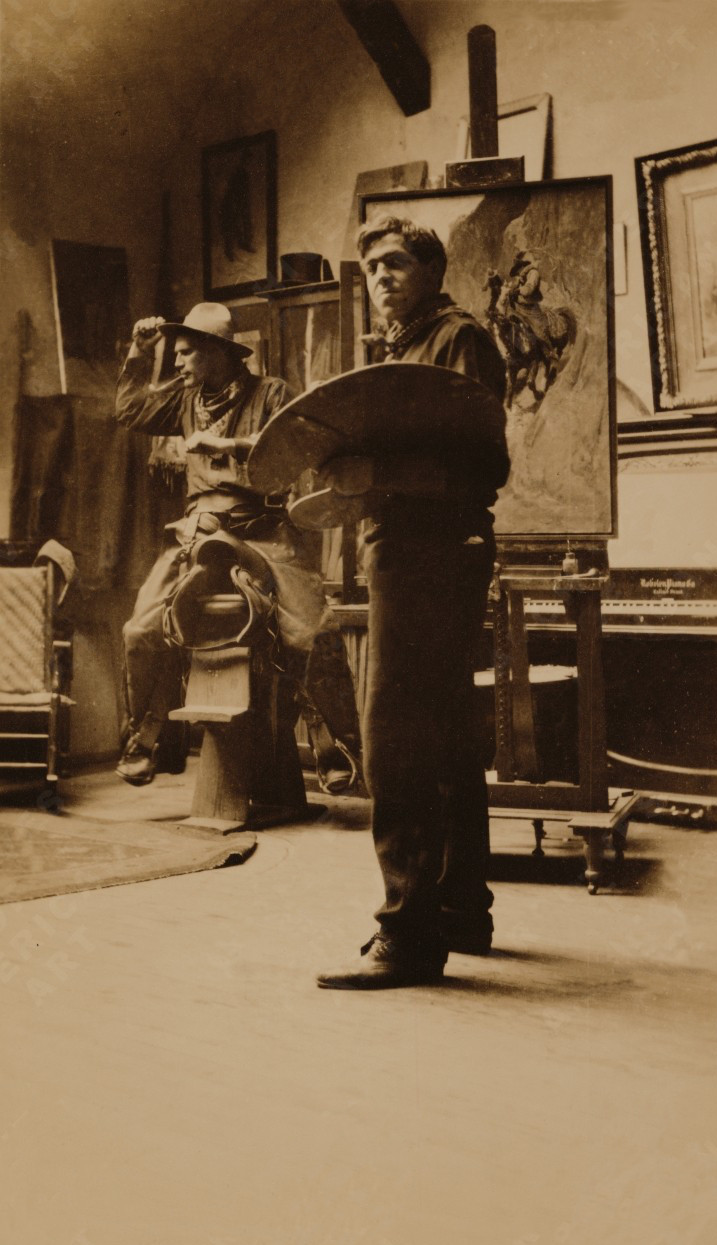
カウボーイ役のモデルを使って作品制作中のN. C. ワイエス（1904年 自身の仕事場にて）

マサチューセッツ州、ノーフォーク郡のニーダムで生まれた。先祖は1645年にイギリスからマサチューセッツに入植した家系で、独立戦争や南北戦争に参加した著名な人物たちを出している家系である。母方の家系はスイス出身で、母親は有名な作家のヘンリー・デイヴィッド・ソローや詩人のヘンリー・ワズワース・ロングフェローの知り合いだった。4人兄弟の長子として、家族の農園の自然のなかで狩猟や釣りなど楽しみながら育った。母親から芸術に対する興味を受け継ぎ、12歳ですぐれた水彩画を描いた。マサチューセッツの技術学校で製図を学び、マサチューセッツの美術学校（Massachusetts Normal Art School、現在のマサチューセッツ芸術大学）で学び、美術教師にイラストレーションに進むように勧められて、ボストンでイラストレータのエリック・ペープ(Eric Pape)が開いた美術学校でジョージ・ノイズ(George Loftus Noyes)やチャールズ・リード(Charles W. Reed)に学んだ。
1903年2月に「サタデイ・イブニング・ポスト」の表紙を描いたのが最初の商業美術の仕事となった。有名なイラストレーター、ハワード・パイルの助手となり、数か月パイルに学んだ後、「サタデイ・イブニング・ポスト」の依頼でアメリカ西部の物語の挿絵を描くために実際に西部を旅して、ネイティブ・アメリカンの文化などを学んだ。2年後も西部を旅し、カウボーイやインディアンの衣服や工芸品を資料として集めた 。1908年に結婚した。
1911年から西部を題材にした作品から文学作品の挿絵の仕事を始め、スティーヴンソンの小説『宝島』の挿絵で成功を収めた。1913年にスティーヴンソンの『誘拐されて』の挿絵、1917年に『ロビン・フッド』、1919年に『モヒカン族の最後』、1920年に『ロビンソン・クルーソー』などの作品の挿絵を描いた。 「Century」、「Harper's Monthly」、「Ladies' Home Journal」、「McClure's Magazine」、「Outing」などの新聞、雑誌の挿絵も描いた。
イラストでない作品については、ペンシルベニア州、バックス郡のニューホープで活動した印象派の画家たちと交流したが、1830年代になって、「アメリカン・リアリズム」と称されるトーマス・ハート・ベントンや グラント・ウッドに影響を受けたスタイルに変化した。
1945年に車を運転中に列車の衝突事故で死亡した。

## 作品

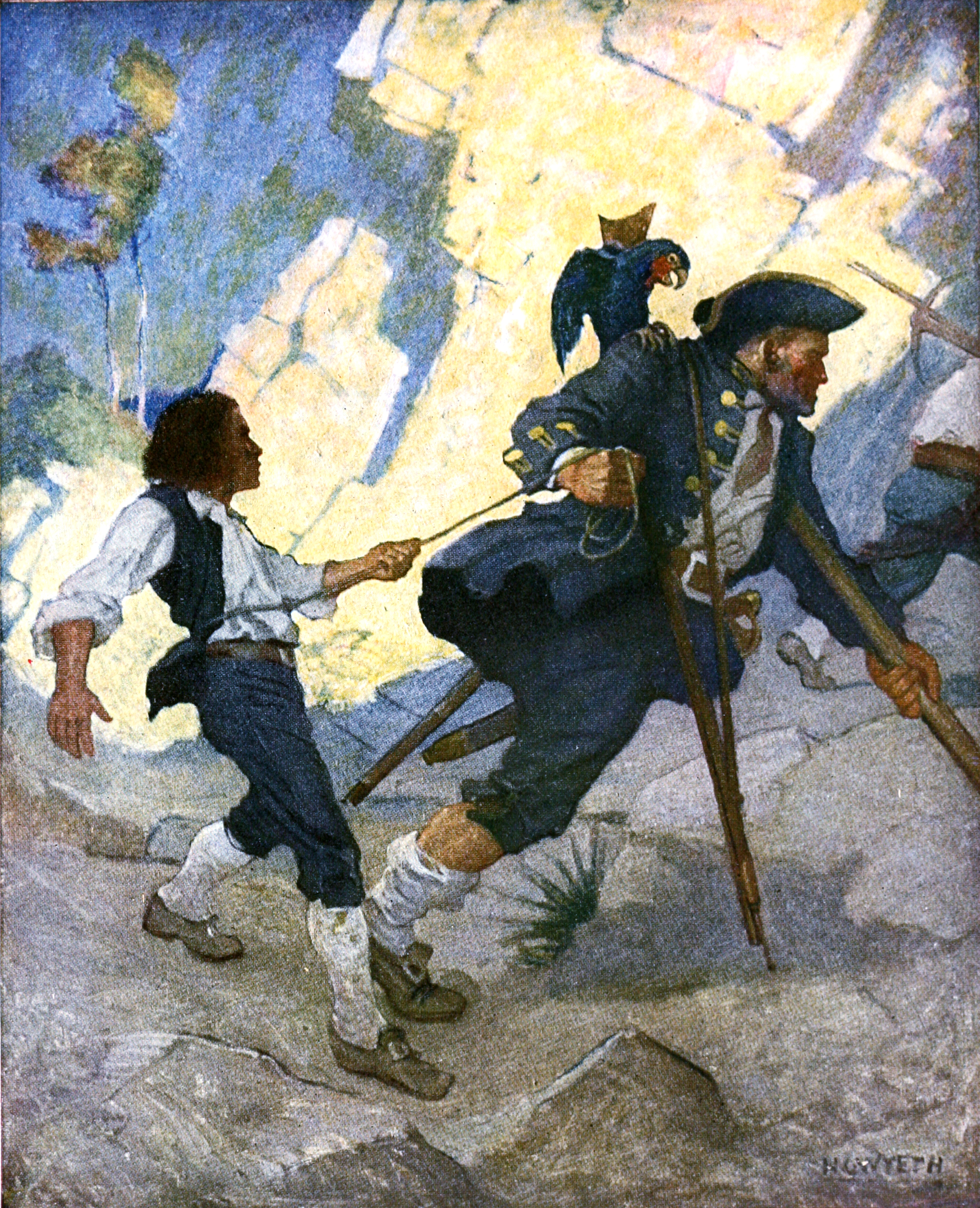
『宝島』(1911年版)
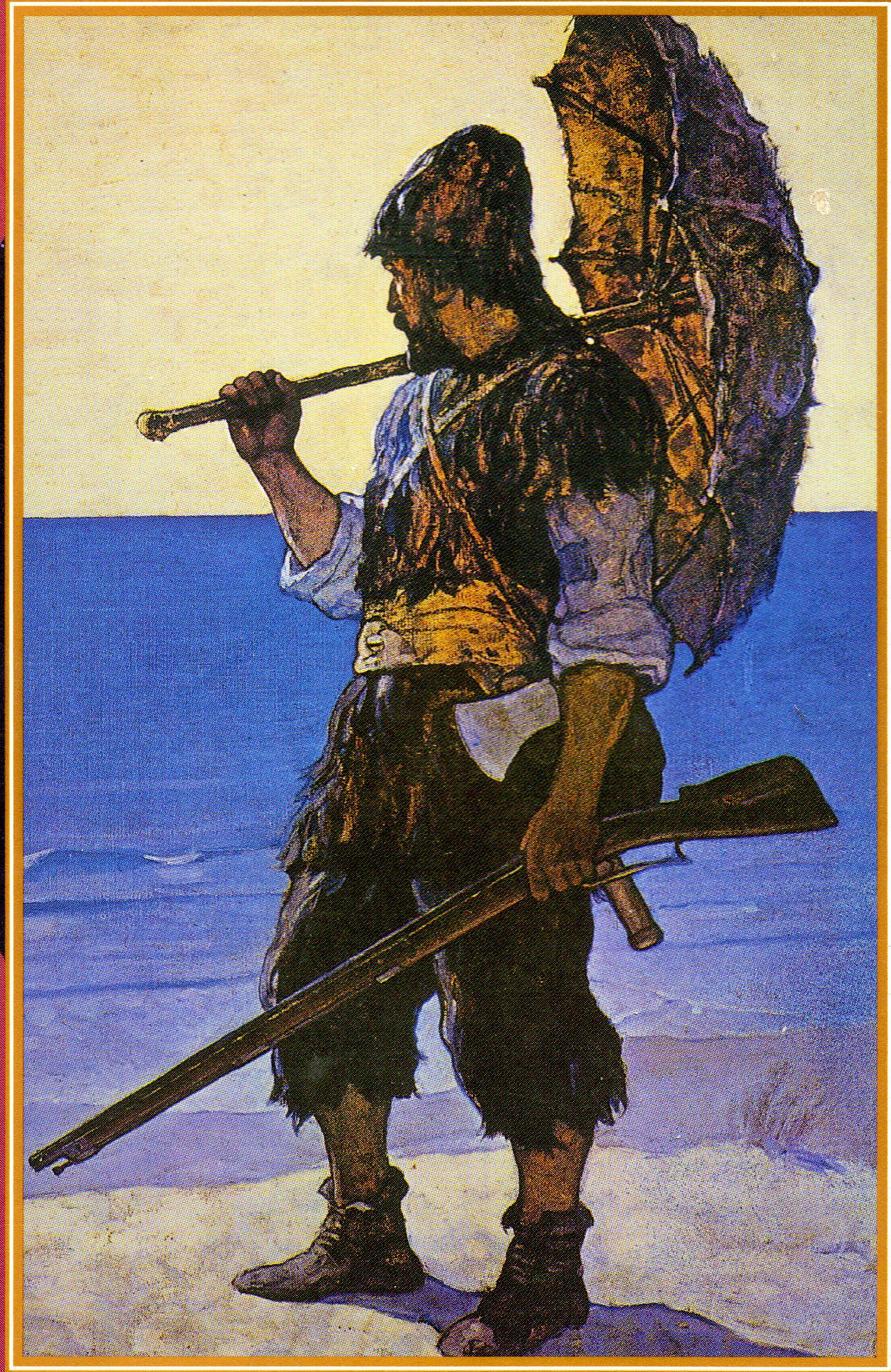
『ロビンソン・クルーソー』(1920)
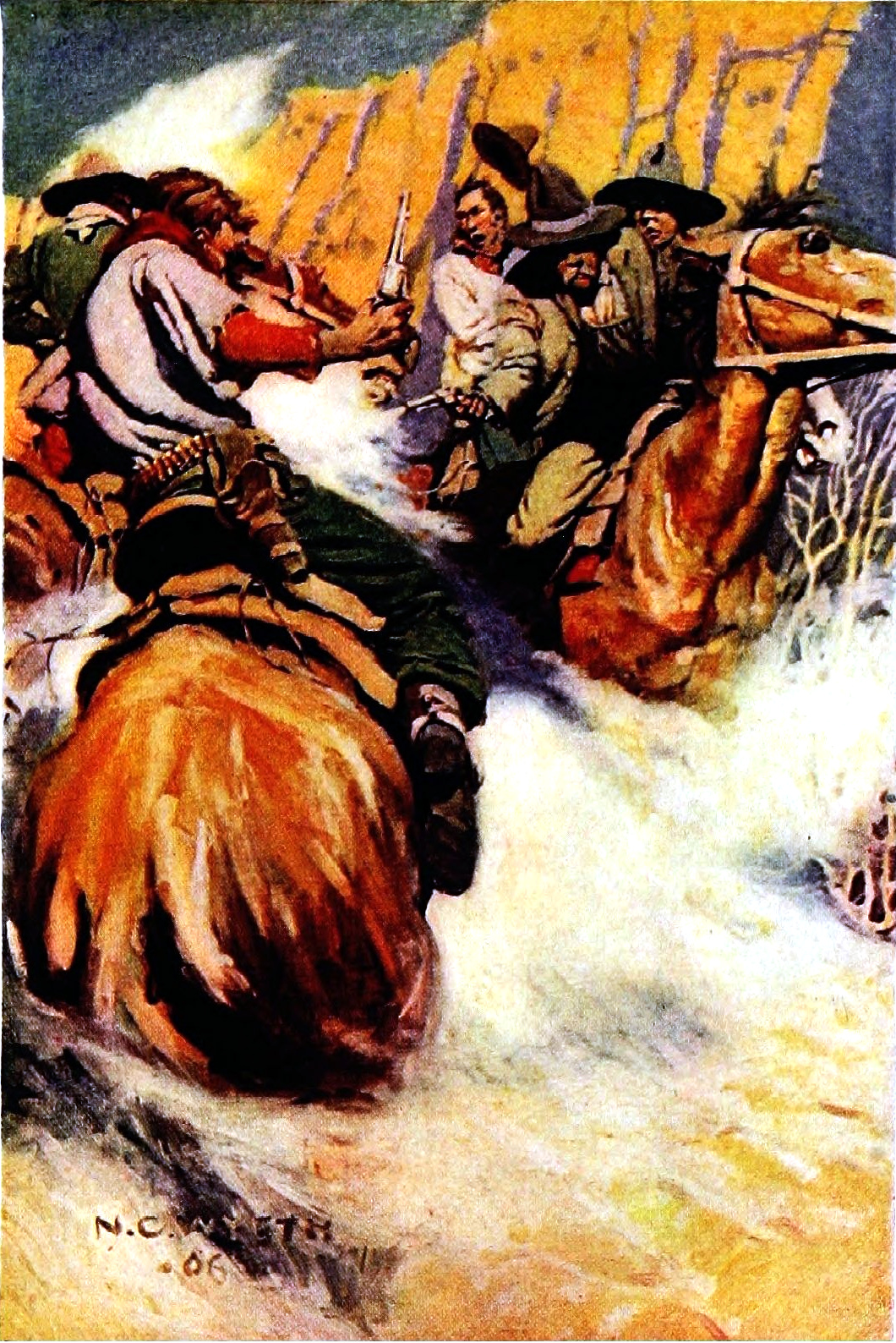
Frank H. Spearman の小説の挿絵
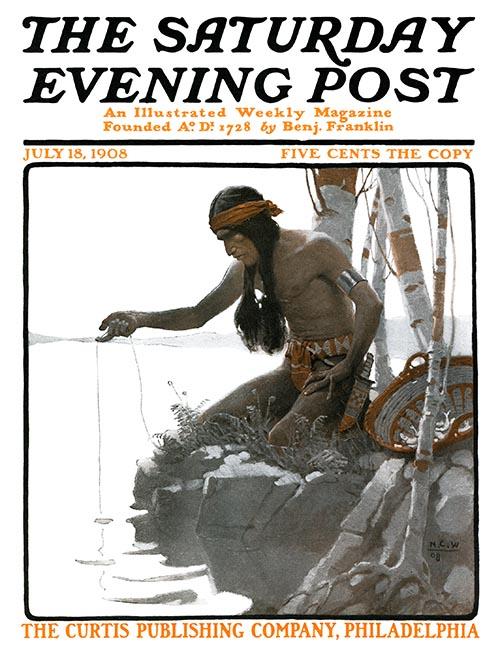
サタデー・イブニング・ポストの表紙 (1908)

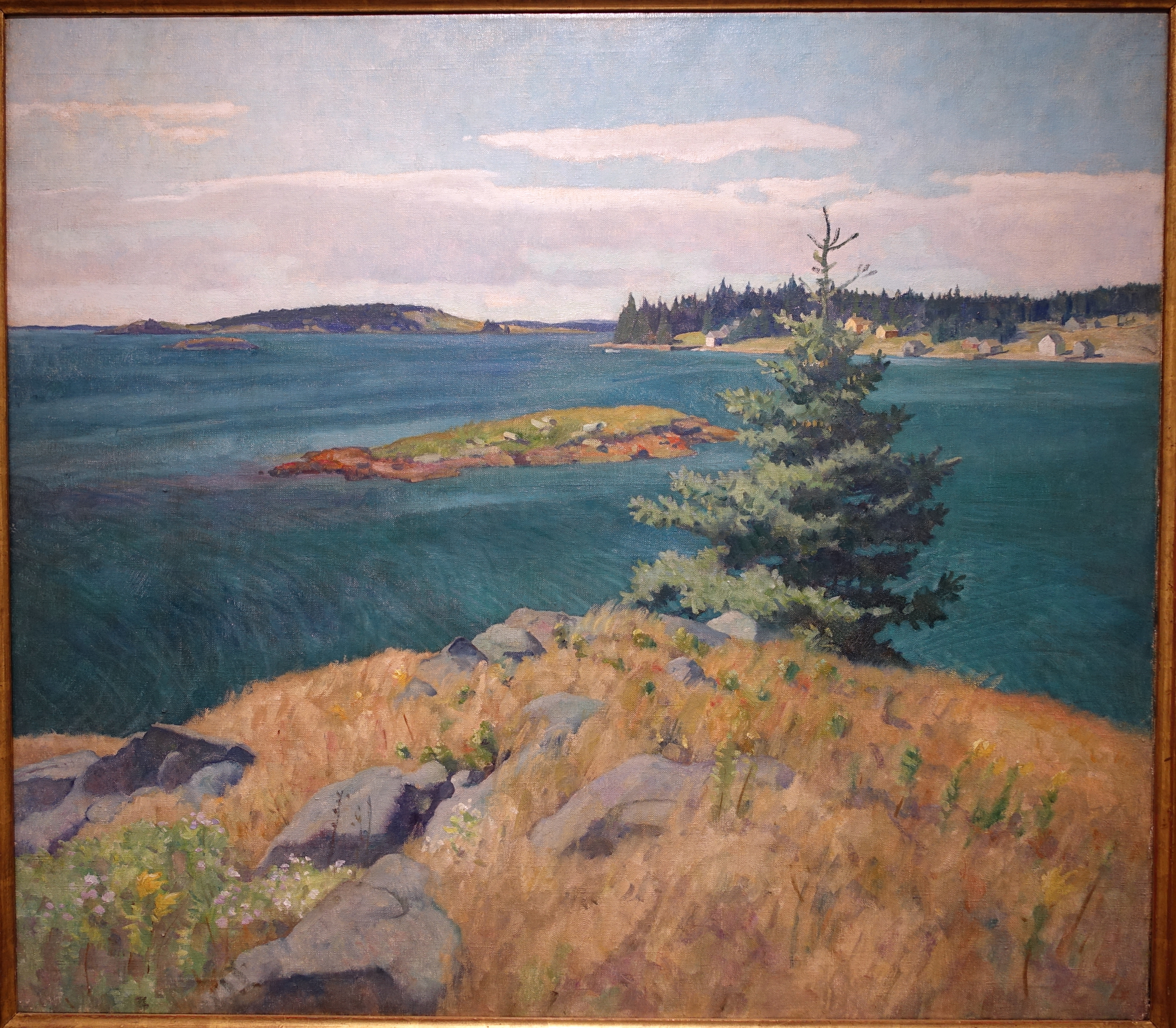
油絵「ボストンのジョージズ島の風景」(1928/1929)
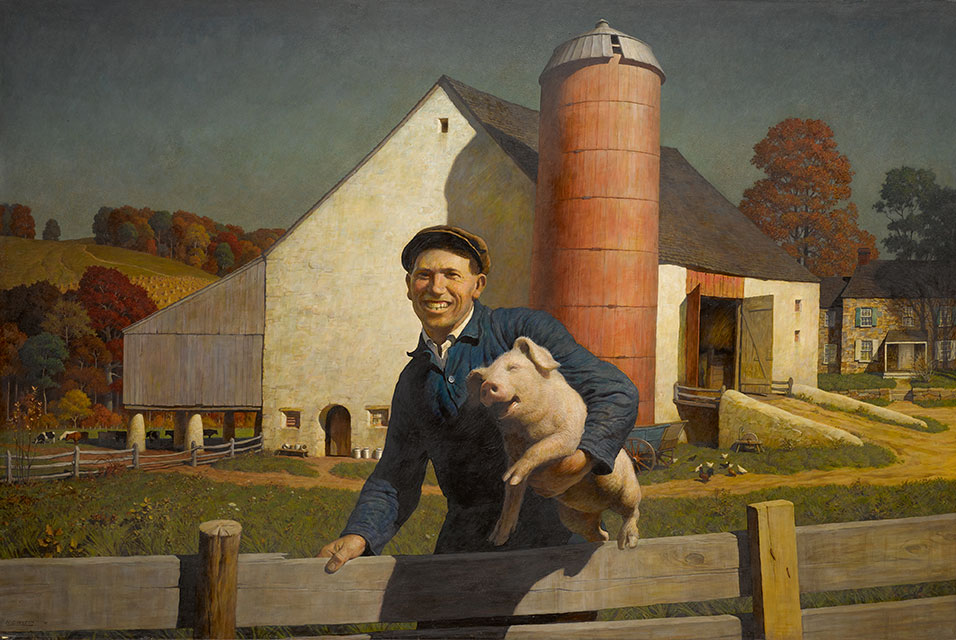
農夫の肖像画 (1943)
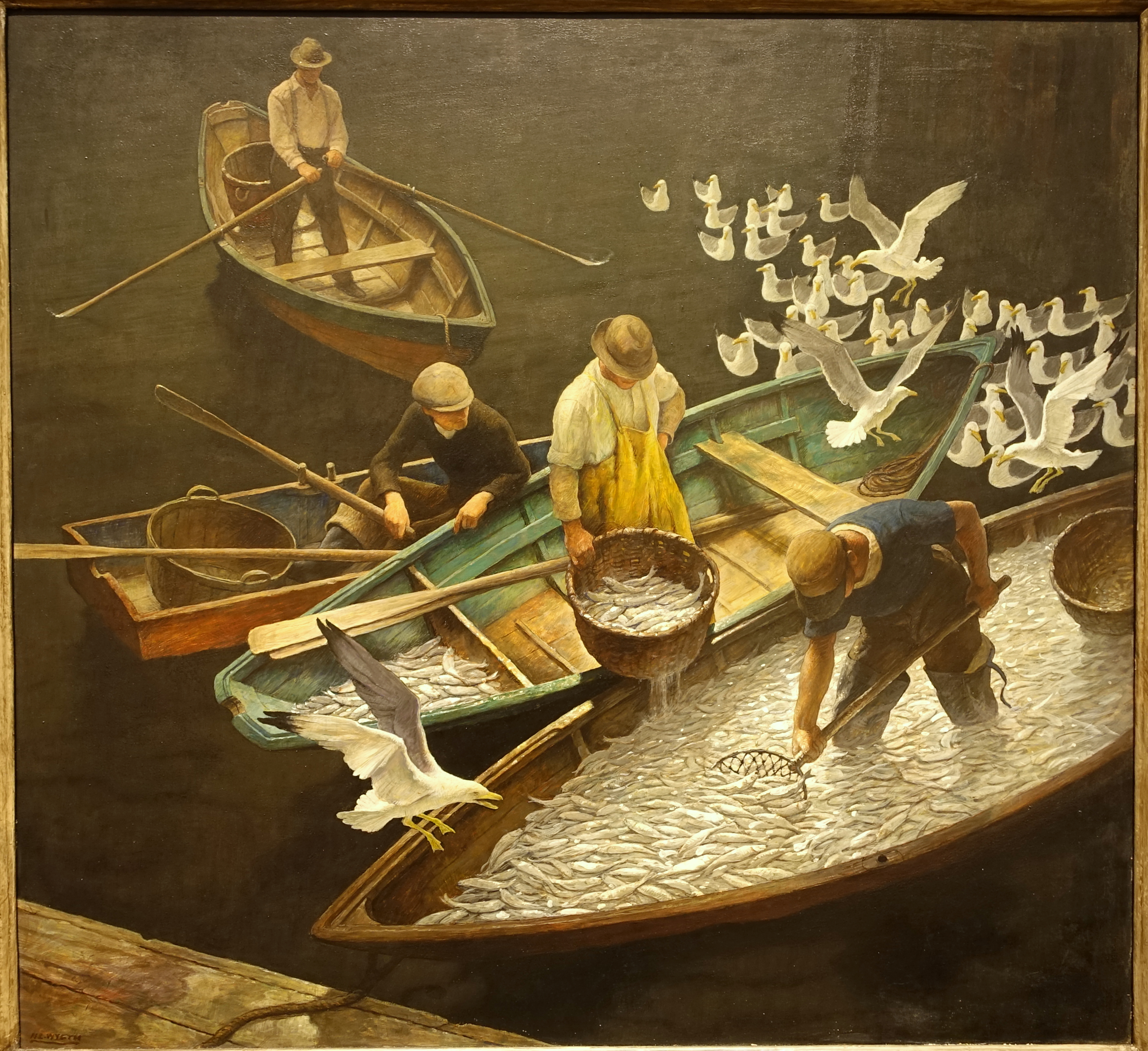
港の漁師 (1943)